# Pedro Gómez de Don Benito
Pedro Gómez de Don Benito o Pedro Gómez de las Montañas (Don Benito (Badajoz) 1492 – 1597) fue un conquistador extremeño, soldado de la conquista que recorrió casi toda Hispanoamérica y cabildante en Santiago de Chile hasta su muerte en 1597.

## Biografía
Pedro Gómez de Don Benito nació en la ciudad de Don Benito (Badajoz) en 1492 y era hijo de Juan Gómez y de Marina Sánchez. 

### Conquista de México
Muy joven llegó a México con Pánfilo de Narváez y posteriormente se integró en las fuerzas de Hernán Cortés. Con ambos caudillos participó en la conquista de los territorios mexicanos y en el proceso pacificador de Guatemala. Tanto en uno como en otro país, además de intervenir en la fase conquistadora, participó en la fundación de pueblos y ciudades.

### Conquista de Perú
En 1534 se cansó de andar por Centroamérica y llegó a Perú en el momento en el que la conquista de ese territorio comenzaba a expandirse por todo el Imperio incaico y se producían los primeros roces y disensiones entre Francisco Pizarro y Diego de Almagro. Este se aprestaba a emprender la exploración de Chile y reunió unos 500 hombres para tal empresa. Entre ellos iba Pedro Gómez de Don Benito, quien ya tenía sobrada experiencia en las guerras americanas.

### Conquista de Chile
Después de los preparativos, la expedición chilena se iniciaba saliendo desde Cuzco. Almagro y su tropa, en los primeros días de julio de 1535 iniciaban la marcha hasta la comarca de Salta, y desde esta región (que hoy pertenece a Argentina), penosamente abordarían el paso de los Andes para internarse en el territorio chileno. El cruce de los Andes fue trabajoso por las dificultades del terreno y las numerosas limitaciones que padecieron. El inmenso frío que tuvieron que soportar hasta que llegaron al valle de Copiapó, supuso la muerte de casi todos los indios de servicio y varios españoles.

Después de un tiempo, Almagro se desanimó porque el oro que buscaba no aparecía por ningún lado, y después de varios incidentes y enfrentamientos con los mapuches, decidió abandonar la exploración del territorio chileno y volver al Cuzco para reclamar a los Pizarro aquella capital que según las estimaciones de Almagro, estaba dentro de los límites de la gobernación chilena que se le había asignado.
Si la ida de los expedicionarios por los gélidos pasos andinos fue penosa y desgraciada, el retorno por el desierto de Atacama, sería mucho más problemático por la extrema climatología y la falta de agua y de comida que sufrieron. A mediados de abril de 1537, los de Almagro llegaban al Cuzco famélicos y harapientos. Fueron llamados así los "Rotos de Chile".
Mientras Almagro había estado en la conquista de Chile se produjo la gran rebelión organizada por Manco Inca. Esta rebelión fue organizada mucho antes de que Almagro partiera para Chile, porque Manco Inca y sus capitanes fueron los que corrieron la noticia de que en el país austral había mucho oro para que los españoles acudieran a la conquista del territorio y las fuerzas de Pizarro y Almagro se dividieran.

### Vuelta a Chile con Valdivia
Después de la muerte de Almagro, y como capitán, Pedro Gómez intervino en varios enfrentamientos con los indios peruanos, y cuando en 1540 se le concede a Pedro de Valdivia la conquista de Chile, entre los hombres que llevaba hacia el territorio austral, iba Pedro Gómez de Don Benito como maestre de campo de la expedición. Siguiendo la ruta que habían traído los de Almagro, se adentraron por el desierto de Atacama, donde los cadáveres y caballos momificados de los expedicionarios almagristas, les servían de orientación a los hombres de Valdivia. 
Durante la marcha hacia el territorio chileno, medio enloquecidos por el calor, la sed y los cadáveres momificados que encontraban en el macabro paisaje, un tal Juan Ruiz, que ya había estado también en Chile con Almagro, sintió miedo y pesar por haberse embarcado en aquella nueva aventura; y pensando que iba a morir de hambre o de sed, maliciosamente se dedicó a inquietar a sus compañeros para que se volvieran al Cuzco. El maestre de campo Pedro Gómez de Don Benito, descubrió la trama, lo puso en conocimiento de Valdivia y este lo hizo ahorcar por desanimar a sus compañeros. Después de algunas jornadas más de padecimientos, al fin llegaron al frondoso valle de Copiapó.

### Fundación de Santiago
Una vez que descansaron algunos días y satisficieron la sed atrasada, siguieron hacia el sur y después de mantener algunos enfrentamientos con los indígenas que se encontraron en la ruta, llegaron hasta el valle del río Mapocho, donde después de descansar unos días y reconocer el terreno los expedicionarios, decidieron poblar. Y como a Valdivia le pareció adecuado el sitio para fundar una ciudad, el 12 de febrero de 1541 se fundaba Santiago de la Nueva Extremadura. Acto seguido se trazaban las calles, se repartían solares entre los conquistadores y se fundaba el Cabildo. En la actualidad hay arqueólogos e historiadores que refutan la tesis histórica de una fundación en pos de una ocupación de una Ciudadela inca ya existente.

### Fundación de otras ciudades chilenas
Al cabo de algunos años, Pedro Gómez, definitivamente se quedó como vecino de Santiago ya que además Valdivia le concedió un repartimiento de indios. Pero ello no era obstáculo para que Pedro Gómez siguiera colaborando en la conquista del territorio, ya que activamente participaría en la pacificación de varias comarcas e intervendría en la fundación de algunas ciudades como Concepción y La Serena.

### Encomendero y empresario en Chile
No obstante, además de atender a su encomienda de indios, compartía la milicia con los cargos edilicios en Santiago. Fue regidor en 1542, 46, 47 y 49. Como ya los años comenzaban a envejecerlo se quedó definitivamente en Santiago y ocupó los cargos de alcalde ordinario en los años 1550 y 1551, Corregidor en 1553, 60, además de alférez real y teniente de Corregidor en 1567. Fue el primero de los españoles que edificó una bodega de vino en Valparaíso. Estaba casado con Isabel Pardo Parráguez, con la que tuvo cuatro hijas y un hijo. Pedro Gómez debió de morir después de 1597, ya que ese año el Capitán Francisco Alonso Ortiz de Atenas, encabezó el proceso de información de sus “méritos y servicios” como militar, en Chillán el 12 de junio de 1597.